# Rubicon (stolica tytularna)
Rubicon (łac. Dioecesis Rubicensis) – stolica historycznej diecezji w Hiszpanii, na Wyspach Kanaryjskich, sufragania metropolii Sewilla. Diecezja została erygowana 7 lipca 1404 przez papieża Bonifacego IX. W 1485 skasowana i włączona w skład diecezji kanaryjskiej.
Obecnie katolickie biskupstwo tytularne ustanowione przez Pawła VI w 1969. W latach 1992–2002 biskupstwo to obejmował Stanisław Gądecki, ówczesny biskup pomocniczy gnieźnieński, a od 2022 biskupstwo to obejmuje Tomasz Grysa, nuncjusz apostolski.

## Biskupi tytularni
| Lp. | Biskup                                         | Funkcja                                  | Od                   | Do               | Uwagi                                   |
| --- | ---------------------------------------------- | ---------------------------------------- | -------------------- | ---------------- | --------------------------------------- |
| 1   | Jaime Flores Martin                            | emerytowany biskup Barbastro (Hiszpania) | 30 kwietnia 1970     | 11 grudnia 1970  | zrezygnował z tytułu                    |
| 2   | Oskar Saier                                    | biskup pomocniczy Fryburga (Niemcy)      | 7 kwietnia 1972      | 15 marca 1978    | mianowany biskupem Fryburga             |
| 3   | José Sánchez González                          | biskup pomocniczy Oviedo (Hiszpania)     | 15 stycznia 1980     | 11 września 1991 | mianowany biskupem Sigüenza-Guadalajara |
| 4   | Stanisław Gądecki                              | biskup pomocniczy gnieźnieński           | 1 lutego 1992        | 28 marca 2002    | mianowany biskupem poznańskim           |
| 5   | Carmelo Borobia                                | biskup pomocniczy Toledo (Hiszpania)     | 21 października 2004 | 23 kwietnia 2022 | zmarł                                   |
| 6   | Tomasz Grysa arcybiskup tytularny pro hac vice | nuncjusz apostolski                      | 27 września 2022     |                  |                                         |